# Distretto di Santa Rosa (Lima)
Il distretto di Santa Rosa (spagnolo: Distrito de Santa Rosa) è un distretto del Perù che appartiene geograficamente e politicamente alla provincia e dipartimento di Lima.